# Taufkirchen (Mühldorf am Inn)
Pour les articles homonymes, voir Taufkirchen.
Taufkirchen est une commune de Bavière (Allemagne), située dans l'arrondissement de Mühldorf am Inn, dans le district de Haute-Bavière.